# Liste der denkmalgeschützten Objekte in Bad Blumau
Die Liste der denkmalgeschützten Objekte in Bad Blumau enthält die 9 denkmalgeschützten, unbeweglichen Objekte der Gemeinde Bad Blumau im steirischen Bezirk Hartberg-Fürstenfeld.

## Denkmäler
| Foto |                 | Denkmal                                                          | Standort                              | Beschreibung | Metadaten |
| ---- | --------------- | ---------------------------------------------------------------- | ------------------------------------- | --- | --- |
| ja   | Datei hochladen | Ortskapelle Maria Hilf HERIS-ID: 21684 Objekt-ID: 18005          | Standort KG: Bierbaum                 | Die schlichte Ortskapelle mit Westturm und Rundapsis wurde 1880 erbaut.                                                                              | BDA-Hist.: Q37864254 Status: § 2a Stand der BDA-Liste: 2025-06-30 Name: Ortskapelle Maria Hilf GstNr.: .113 Ortskapelle Bierbaum an der Safen        |
| ja   | Datei hochladen | Bildstock HERIS-ID: 21677 Objekt-ID: 17998                       | bei Bad Blumau 63 Standort KG: Blumau | Der dreieckige Nischenbildstock stammt aus der ersten Hälfte des 18. Jahrhunderts, die erneuerten Heiligenfresken stammen von Adolf Anton Osterider. | BDA-Hist.: Q37864199 Status: § 2a Stand der BDA-Liste: 2025-06-30 Name: Bildstock GstNr.: 1255/1                                                     |
| ja   | Datei hochladen | Kath. Pfarrkirche hl. Sebastian HERIS-ID: 21673 Objekt-ID: 17994 | Bad Blumau 75 Standort KG: Blumau     | Die Kirche wurde 1702/03 errichtet und ersetzte einen gotischen Bau.                                                                                 | BDA-Hist.: Q1638226 Status: § 2a Stand der BDA-Liste: 2025-06-30 Name: Kath. Pfarrkirche hl. Sebastian GstNr.: .47 St. Sebastian (Bad Blumau)        |
| ja   | Datei hochladen | Kapelle Maria-Lourdes HERIS-ID: 21674 Objekt-ID: 17995           | Bad Blumau 79 Standort KG: Blumau     | Der kleine Bau aus dem Jahre 1898 steht am Hang oberhalb der Kirche.                                                                                 | BDA-Hist.: Q37864168 Status: § 2a Stand der BDA-Liste: 2025-06-30 Name: Kapelle Maria-Lourdes GstNr.: 36/2, .142                                     |
| ja   | Datei hochladen | Flur-/Wegkapelle HERIS-ID: 21678 Objekt-ID: 17999                | Standort KG: Blumau                   | | BDA-Hist.: Q37864212 Status: § 2a Stand der BDA-Liste: 2025-06-30 Name: Flur-/Wegkapelle GstNr.: 1255/1                                              |
| ja   | Datei hochladen | Ortskapelle Mariahilf HERIS-ID: 21689 Objekt-ID: 18010           | Lindegg 73 Standort KG: Lindegg       | Die schlichte Ortskapelle mit Westturm steht in der Dorfmitte und wurde im 19. Jahrhundert erbaut.                                                   | BDA-Hist.: Q37864262 Status: § 2a Stand der BDA-Liste: 2025-06-30 Name: Ortskapelle Mariahilf GstNr.: .126 Ortskapelle Mariahilf (Lindegg)           |
| ja   | Datei hochladen | Flur-/Wegkapelle HERIS-ID: 21690 Objekt-ID: 18011                | Standort KG: Lindegg                  | | BDA-Hist.: Q37864274 Status: § 2a Stand der BDA-Liste: 2025-06-30 Name: Flur-/Wegkapelle GstNr.: .132                                                |
| ja   | Datei hochladen | Kath. Filialkirche hl. Anna HERIS-ID: 21692 Objekt-ID: 18013     | Jobst 1 Standort KG: Lindegg          | Filialkirche Hl. Anna in Jobst wurde 1741 gebaut. | BDA-Hist.: Q37864289 Status: § 2a Stand der BDA-Liste: 2025-06-30 Name: Kath. Filialkirche hl. Anna GstNr.: .142 Kath. Filialkirche hl. Anna (Jobst) |
| ja   | Datei hochladen | Flur-/Wegkapelle HERIS-ID: 21680 Objekt-ID: 18001                | bei Loimeth 23 Standort KG: Loimeth   | | BDA-Hist.: Q37864245 Status: § 2a Stand der BDA-Liste: 2025-06-30 Name: Flur-/Wegkapelle GstNr.: 877                                                 |